# 警察庁長官狙撃事件
警察庁長官狙撃事件（けいさつちょうちょうかんそげきじけん）は、1995年（平成7年）3月30日、警察庁長官（当時）の國松孝次が何者かに狙撃された事件である。
2010年（平成22年）3月30日に殺人未遂罪の公訴時効（当時は15年）を迎え、未解決事件となった。これは2005年（平成17年の）刑事訴訟法改正時に公訴時効が25年に延長されたが、その際に遡及処罰事項が盛り込まれなかったためである。

## 概要
1995年（平成7年）3月30日8時31分頃、國松孝次警察庁長官が出勤のため東京都荒川区南千住の自宅マンションを出たところ、付近で待ち伏せていた男が拳銃を4回発砲。國松はそのうち3発を腹部などに受け、日本医科大学付属病院高度救命救急センターに搬送された。一命は取り留めたが、全治1年6か月の瀕死の重傷を負った。男は自転車でJR南千住駅方面に逃走するのが通行人に目撃され、現場からは、朝鮮人民軍のバッジや大韓民国の10ウォン硬貨が見つかったという。事件当初は、競技用ライフルが使用され、薬莢も現場で発見されたと警視庁が発表し、マスコミもそれに沿った報道を繰り返していた。
狙撃から1時間後にテレビ朝日に電話がかかる。電話の声の主は、自身をオウム真理教の関係者であると明かした上で、國松に続く次のターゲットとして、井上幸彦警視総監や大森義夫内閣情報調査室長らの名前を挙げて、教団への捜査を止めるように脅迫した。この事件が起こる10日前の3月20日には､地下鉄サリン事件が発生し、オウム真理教に嫌疑が向けられて8日前の3月22日に、オウム真理教関連施設への一斉強制捜査が行われていた。
國松は手術中に心臓が3度も止まり危篤状態にまで陥ったが、2か月半後には公務へ復帰した。
銃を発砲した犯人は身長170 - 180 cm。黒っぽいレインコートに白いマスクを着用し、黒っぽい帽子を被っていたとされている。
当日は雨が降っていて目撃情報は少なかった。

## 捜査

### 公訴時効前
オウム真理教信者だった警視庁巡査長（事件当時31歳）は取り調べに対し、犯行の具体的な状況や、銃を神田川に捨てたことを1996年（平成8年）5月には詳細に供述していた。しかし、警視庁公安部はその事実を警察庁に5か月間報告せず、世間に明るみに出ることもなかった。同年10月、マスコミ各社に「犯人は警視庁警察官」とする告発文書が捜査関係者と思われる匿名の人物から郵送され、10月25日には各社が供述を報道し始める。同年10月27日には「銃を捨てた」という供述に基づき神田川を捜索するも、事件から既に1年半以上経過しており、川底にヘドロが堆積していたこともあり発見には至らなかった。物証が発見されず、供述に矛盾点が多いとして立件は1997年（平成9年）6月に見送られた。なお、この巡査長はオウム幹部に情報を漏洩したとして1996年11月に懲戒免職され、1997年1月には地方公務員法違反容疑で書類送検されるものの起訴猶予処分となった。この供述を警察庁に報告しなかった責任から、警視庁は公安部長更迭と警視総監辞職に到った。
またテレビ朝日に脅迫電話をかけたとして教団建設省幹部が1995年9月に職務強要罪で逮捕された。最新の声紋鑑定機器での鑑定や電話の録音音声を複数の信者に聞かせた結果では90%の確率で同一人物とされたが「現段階での起訴は困難」として不起訴となった。
特別捜査本部は1999年（平成11年）に捜査のやり直しを決定し、捜査員が元巡査長との接触を繰り返すと新たな供述が捜査結果と合致するようになったことから、事件発生から9年余りを経た2004年（平成16年）7月7日、元巡査長の会社員、岐部哲也・教団防衛庁長官（当時）、教団建設省幹部の計3人が殺人未遂容疑で警視庁に逮捕された。 さらに、教祖・麻原彰晃の最側近だった当時の石川公一・教団法皇官房次官（事実上の長官）も島田裕巳宅爆弾事件の爆発物取締罰則違反容疑で別件逮捕された。しかし、元巡査長の供述が二転三転し、他の3人も当初から「自分は関係ない」と事件との関わりを否認するなど、証拠固めが困難になってきたことや容疑者らと実行犯との関係と役割が解明出来ないことから、東京地検は勾留期限を前に全員を処分保留とし7月28日に釈放され、9月17日に不起訴となった。
警視庁の特別捜査本部は、坂本堤弁護士一家殺害事件などで死刑判決を受けた早川紀代秀と端本悟を現場指揮役と実行犯と疑っているが、2人は犯行を否定している。
2008年（平成20年）3月、オウム真理教とは関係ない別の強盗殺人未遂事件で逮捕された中村泰が犯行を示唆する供述をしていると報道された（詳細は後述）。

### 公訴時効後
2010年（平成22年）3月30日午前0時に公訴時効到来（ただし、後述の中村泰犯行説については、事件後に計1年近く海外渡航しているため、刑事訴訟法第243条によって1年近く公訴時効が停止していた）。
3月30日には、警視庁公安部長青木五郎が記者会見を開き、公訴時効が午前0時を以って成立したことと共に、この事件がオウム真理教の信者による組織的なテロリズムであるとの所見を示したが、この記者会見に対し、識者から批判が相次いだ。
記者会見では、14ページの「捜査結果概要」を公表し、この中で麻原を含めた教団元幹部や元信者ら計8人（麻原を除く7人は匿名）について、それぞれの行動や会話内容などを列挙したものの「犯行に関与した個々の人物やそれぞれの役割を、刑事責任の追及に足る証拠をもって解明するには至らなかった」とした。
また警視庁が、捜査結果概要を公式サイトで公開したことに対し、教団主流派で構成するアレフが苦情申し立てを行ったが、国家公安委員会は5月27日、「特段の対応はない」と通知、東京都公安委員会も同28日、「不適切な点は認められなかった」と回答した。
公訴時効を受けて國松は、警視庁の捜査を「不合格の捜査」と評したが、自ら油断があったことを認めた。そして「時効は残念ですが、苦労した捜査員にご苦労様と言いたいです」と捜査員をねぎらった。また「狙撃事件は、自分の中で終わったか」との問いには、「被害者にとって絶対に忘れられない」と答えた。
東京地方検察庁は、2010年（平成22年）10月25日、警察庁長官狙撃事件への関与を認めて、殺人未遂容疑で告発されていた男性を、嫌疑不十分で不起訴にした。「自白の信用性に疑義があり、犯人と認めるに足りる証拠がない」としている。
2011年（平成23年）2月18日、警視庁公安部は長官狙撃事件の捜査について検証結果を公表した。その中で初動捜査で目撃情報の聞き込みや防犯カメラの回収が不徹底だったこと、事件への関与を認める供述をしたとされる元巡査長について、秘密保全を優先し、裏付け捜査に遅れが出たことを認めた。また、元巡査長が着用していたコートの鑑定に、大型放射光施設「スプリング8」の使用が遅れるなど、科学捜査の課題について指摘した。

## アレフによる国家賠償請求
2011年（平成23年）5月12日、教団主流派で構成するアレフは、警視庁が「オウム真理教によるテロ」とする内容の捜査結果を公表したことで名誉を傷つけられたとして、東京都と池田克彦警視総監を相手に5千万円の損害賠償などを求める訴訟を東京地方裁判所に提訴した。
また2012年（平成24年）1月26日、日本弁護士連合会は、アレフの人権救済申し立てに基づき、警視庁に対して発表内容の撤回などを求める警告を行った。
2013年（平成25年）1月15日、東京地裁（石井浩裁判長）は「警視庁公安部の行為は無罪推定の原則に反し、我が国の刑事司法制度の信頼を根底から揺るがす」として名誉毀損の成立を認め、アレフへ100万円の賠償と謝罪文交付を東京都にのみ命じ、池田への請求は棄却した。
東京都は判決を不服として控訴したが、同年11月27日、東京高等裁判所（加藤新太郎裁判長）は、捜査結果の公表については「国民の関心が高く、警察が国民に説明する必要性はある」と一定の理解を示したが、オウム真理教を犯人と断定した記述については警察権限の乱用と認め、「一審判決の内容が報じられたことで一定程度、名誉は回復された」として謝罪文命令については破棄した上で控訴を棄却した。
アレフは謝罪文交付を求め、東京高裁の判決を不服として上告したが、2014年（平成26年）4月17日、最高裁判所第一小法廷（山浦善樹裁判長）は「上告できる場合に当たらない」と原告の上告を棄却し、アレフへ東京都が100万円の損害賠償金を支払う司法判断が確定判決となった。

## 犯行説
警視庁内部では、公安部がオウム犯行説を主張し、刑事部が中村泰による犯行説を主張し、捜査方針が対立していた。犯行直後の狙撃現場の証拠はオウム犯行説に分があるとされ、凶器に関する証拠については中村犯行説に分があるとされていたが、どちらも決定的な決め手が欠けている。

### オウム犯行説
公安部が主張する『オウム犯行説』の根拠は以下の通り。
- 1995年1月13日の上九一色村のオウム真理教の幹部会で麻原が「例えば、警視庁に突っ込んでいって、警視総監の首根っこ捕まえて振り回して来いと言ってきたらどうする？」と警察幹部への攻撃を示唆する発言をしていたこと（この発言は録音テープが残っている）。
- 事件前日の午後に、警察庁長官が住むマンションでオウム信者が「警察国家」と題するビラを配布していたこと。
- 狙撃事件の1時間後にテレビ朝日に警視総監らの名前を挙げて教団への捜査中止を要求する脅迫電話があったが、電話の声が教団建設省幹部と似ていたこと[25]。
- 事件翌日に信者が都内数か所で配布した事件に関するビラに事件直後の脅迫電話の正確な時刻に関する記述があり、麻原の指示を元にビラの原案を作成していた元教団幹部の石川公一のメモに事件に特徴的な弾丸の記述があったが、これらは作成時点では報道されていなかったこと[25]。
- 元教団幹部の岐部哲也に酷似する男が狙撃犯の逃亡ルートと反対側の方向を南千住警察署前を2回自転車で走行する姿が目撃されており、捜査攪乱のために狙撃犯のダミー役を担った可能性があること。
- 元オウム信者の元巡査長が事件の数日前に現場周辺で怪しまれた際に警察官と名乗った等の供述には目撃者の証言が確認されており、元巡査長が現場の下見と思われる行為をしていたこと[20]。
- 事件現場に遺留された韓国10ウォン硬貨から元オウム信者の男のミトコンドリアDNAが検出されていること。
- 元巡査長の私物コートには拳銃を発射した際にできる溶解穴があり、また元巡査長のアタッシェケース（事件2か月前から販売）や黒革製手袋の付着物等が事件で使用された銃弾の火薬成分と矛盾しないとの鑑定結果が出ていること[15][25]。

またオウム犯行説の疑問点は以下の通り。
- 過去の重大事件を認めてきたオウム教団幹部たちが長官狙撃事件だけは関与を一切認めていないこと[20][21]。
- 使用されたナイクラッド・ホローポイント弾はオウムが武装化する前に製造中止となっていたこと。
- 麻原が事件直後に事件速報するテレビのテロップを見て驚いて「上前をはねるようなのがいるのか」と話しているのを教団幹部が聞いていたこと。

### 中村泰犯行説
警視庁刑事部が主張する、強盗殺人未遂犯である中村泰犯行説の根拠は以下の通り。
- 被疑者が1987年にロサンゼルス近郊のサウスゲイトにある銃砲店、『Weatherby(ウェザビー)』で事件で使用された拳銃コルト・パイソンハンターを購入した記録を刑事部が確認したこと[23]。
- 被疑者が事件で使用された銃弾のホローポイント系の357マグナム・ナイクラッド弾を米国アリゾナ州フェニックスのガンショウ(銃器の展示会)で購入していたこと。
- 被疑者が犯行直後に逃走した自転車を近くに放置したと供述し、事件直後に放置場所に不審に置かれた自転車に関する目撃証言があったこと[22]。
- 被疑者が犯行後に東京の貸金庫に拳銃を格納したと供述し、東京の貸金庫には事件から1時間後の開扉記録が残っていること[22]。
- 被疑者が事件2日前に警察官2人が警察庁長官宅を訪問している事実を把握しており、下見をしていたこと[23]。
- 被疑者のアジトから韓国10ウォン硬貨が発見されたこと。
- 警察庁長官の住所を把握するために侵入したとされる警察庁警備局長室の配置について、被疑者による証言が実際の配置と一致していること。
- 被疑者が犯行時所持したカバンの形状と同じものが被疑者アジトから発見されたこと、鑑識の鑑定によってカバンから金属片反応が確認できたこと。
- 「教団(オウム)の犯行に見せかけ、警察を奮起させる謀略工作」をするという中村泰の動機があること。

一方、中村犯行説には以下の疑問点が呈されている。
- 現場の壁にあった繊維痕と火薬痕や目撃証言から推定される犯人の身長が被疑者と合致せず、被疑者が狙撃現場にいたという証拠が弱いこと。
- 國松の秘書が語った3発目と4発目の発砲状況について、実行犯と主張している被疑者との供述に食い違いがあること。

長官狙撃事件の現場の近くに北朝鮮のバッジが落としてあったことから、坂本弁護士一家の失踪事件の捜査で、警察が坂本宅でオウム真理教のバッジという物証を得ながら、地下鉄サリン事件の阻止もできなかったことに対する右翼等による義憤説が犯行当初から根強くあった。
中村は、2002年11月に名古屋市で銀行の現金輸送車を襲撃し拳銃で警備員を撃った強盗殺人未遂の犯人として逮捕された。その取り調べの過程において、全く無関係の長官狙撃事件に関し真犯人しか知りえないような具体的内容を数多く供述し始め、中村の生活拠点からも長官狙撃事件との関わりを窺わせる複数の物証も押収されたことで、警視庁刑事部は中村の犯行を強く疑うようになった。警察幹部も「中村以外、真犯人はあり得ない。200%真犯人だ」とまで断言したにもかかわらず、中村は長官狙撃容疑で逮捕・起訴されなかった。鹿島圭介は、当初この事件の捜査を担当した警視庁公安部がオウム真理教以外に犯人はあり得ないという先入観で捜査したために、中村を逮捕すると自分たちの方針が全否定されるため、中村は逮捕されなかったんじゃないかと語る。中村を取り調べた警視庁刑事部（当時）の原雄一は、幹部に「お前、警察内部に抹殺されるかもしれないから気をつけろ。駅のホームの端には立つな」と耳打ちされたという。供述書によると、中村は犯行動機を「オウム真理教団の犯行に見せかけて警察庁長官を暗殺して警察首脳を精神的に追い詰め、死に物狂いでオウム真理教団に対する捜査指揮に当たらせ、併せて全国警察の奮起を促し、オウム真理教団を制圧させることにありました」と供述した。原はこれに対し、「後付けの動機で、8割方は権力や警察への個人的な恨みだと見ています」「本当は、時効成立後に名乗り出て、オウムを壊滅に追い込んだのは自分の功績だと誇るつもりでいたんでしょう。ところがその前に別件で逮捕されてしまった。K巡査長という人物も出てきた焦りもあって、崇高な義挙を成し遂げたという理屈で自供したんでしょう」と感想を述べている。
中村は2004年に「公安部は今後どうするのか。結末がつけられないでしょう、完全な誤認逮捕」と取り調べで語っている。同じ取り調べの際に「事件の2日前に長官公用車のナンバープレートが変更された」「長官宅の表札の文字」などの情報を警視庁捜査1課に供述している。秘書官であった田盛正幸は実際に事件2日前に公用車の更新でナンバープレートが変更されたと2023年に証言した。
田盛は、こうした供述の内容から「受刑者が現場のことを知っているのは確か」とし、中村が何らかの形で事件に関与した可能性があると述べている。しかし、長官の住所の入手方法について、警察庁内部の地図を書くように求めても書かないといった疑問点があった。
中村は強盗殺人未遂事件で無期懲役の刑に処せられ岐阜刑務所で服役していたが、2015年1月に大腸癌の手術を受けた頃から衰弱が進んだため、2021年には医療刑務所「東日本成人矯正医療センター」へ移送され、94歳となった2024年5月22日に誤嚥性肺炎で死亡した。中村と本事件の関わりについては、中村自身の筆による『国松長官狙撃犯と私』と題した手記が「新潮45」2004年4月号に掲載されたほか、中村の生前から複数のメディアが報じている。鹿島圭介は2010年3月に上梓した『警察庁長官を撃った男』で、國松を狙撃したと自供しながら逮捕・起訴されなかった国士的かつ戦闘マニア的な元極左活動家で、1956年に警官殺害の前科があり18年間服役した人物として中村を取り上げ、中村も同書について「記述内容の約95％ほどが真実である」と評していた。2014年8月31日にはテレビ朝日が「未解決事件スペシャル」で、2018年9月にはNHKが「未解決事件」で中村を報じた。2023年3月20日には毎日新聞が、「事件当日に中村の逃走を手伝った」とする事件当時21歳であった男の新証言を報じた。証言を行った男は中村との関係の証拠として、服役中の中村から2020年8月に届いた「パーキンソン病と白内障が進行し、満足に字が書けない」と記された手紙を示し、2023年3月で92歳になる中村の死期が迫っているであろうことから口を開いたと語っている。また、この報道と合わせて毎日新聞は『Nの記録・警察庁長官狙撃事件』と題した全3回の連載を行い、入手した約900ページに及ぶ中村の捜査記録に基づいて中村泰真犯人説を検証した。
日本テレビ長官狙撃自白報道
警察庁長官が義憤によって狙撃されたことを捜査仮説とすることは、警察がオウム真理教への対応を誤ったことをなかば認めることを意味するため、警察組織内の内部力学がマスコミを巻き込んで様々に働いたことは確かであったとみられる。その最たる例が「日本テレビ長官狙撃自白報道」である。
この報道では、警視庁公安部からの協力要請で、犯行をほのめかしながら供述に矛盾があるとして立件されていなかった容疑者のひとりで、元巡査長だったオウム真理教の信者から、詳細かつ整合性のある記憶を苫米地英人が呼び起こしたとされた。しかし、起訴には到らず、逆に日本テレビの報道姿勢と報道倫理が批判され、国会でも問題視されることとなった。
また、この5か月後には、同特集報道を組んだ「NNNきょうの出来事」の井田由美宛に郵便爆弾が送付され、千代田区麹町の日本テレビ放送網本社で爆発する事件まで起きた（「日本テレビ郵便爆弾事件」参照）。

### 創価学会と警視庁公安部によるオウム犯行誘導説
オウムと対立していた創価学会と警視庁公安部が事件をオウム犯行へ誘導したとする説。アメリカ人ジャーナリストのジョン・マッケンジーやケビン・クローン、韓国の『月刊朝鮮』が提唱している。連邦捜査局（FBI）は長官狙撃事件の発生後、FBI長官の襲撃を想定し警備の増強、日本人の拳銃購入履歴を独自に調査した。調査の結果偽造パスポートを使い入国した日本人が、偽名を使いガンショップで拳銃や銃弾を購入していたこと、その日本人がすでに日本に帰国していることを突き止め、その日本人が長官狙撃犯の可能性ありと日本政府に通告したが、日本の警察はオウム犯行説を確信しており拒絶されたという。また、強盗殺人未遂犯であった中村泰の自供により警視庁公安部の中にも刑事部が推す中村泰犯行説を信じるものが出始めたが、公安部はオウム犯行説を確信して譲らなかった。事件を捜査していた刑事部の警部補は内部告発としてある大物議員が警視庁を訪れ「（中村泰の自供があっても）犯人はオウムで決まり。たとえ時効になっても犯人はオウムでなければならない」と捜査圧力がかかったと証言。元警部はその大物議員が公明党の藤井富雄であるとワシントン・ポストに明かした。また、月刊朝鮮は2002年5月「金大中〜藤井富雄ミステリー」で藤井を紹介する際に警察庁長官狙撃事件で警察に捜査圧力をかけた大物と紹介している。

また事件当時は明らかにされていなかったが、1990年代前半には創価学会とオウムとの間で激しい信者の奪い合いが起こり、2年前の1993年にはオウムが創価学会の池田大作名誉会長を殺害することを計画、池田が講演に訪れるという東京牧口記念会館でサリンを噴霧した。この事件は1996年1月の松本サリン事件公判で明らかとなる。

### 警察利権に絡んだ内部犯行説
一橋文哉（広野伊佐美）が主張している説。前任の城内康光元警察庁長官はオウム事件への積極的捜査を抑えていたが、後任の國松は、オウム事件に対する本格的な調査を行うよう指示した。城内が公安局長時代の1990年に、パチンコ業界からの闇資金が北朝鮮に渡り、その金が社会党に流れていた疑惑が浮上、調査委員会の設置を依頼した自民党の奥田敬和議員に対して、パチンコ業界に多数の警察OBが天下りをしていたことを理由に協力を拒否した結果、昇進を見送られた過去があるとしている。城内はその後、警察庁長官に就任するが、長官時代に警察官の制服変更、ピストルメーカーの変更などの「警察利権」を武器に、刑事部出身の警察官僚を排除して、公安部出身の警察官僚を重用する人事を行ったため、刑事部の反発や警察組織の内部抗争を招く結果となった。その後、事件前に警察庁の城内から、刑事局出身の國松へ変わった。そこでオウムの犯行に見せかけることで、警察の主導権を公安部に引き戻す狙いがあったのではないかと主張した。
一橋は『オウム帝国の正体』において、1990年に城内康光が公安局長だったとしているが、警察庁には公安局なる組織は存在しない。また、1990年当時、城内は実際には警察庁警務局長（現在の警察庁長官官房長）であり、警務局長が警備公安警察の運用に携わることはない。また、國松は警察官僚として主に公安畑を歩んでおり、警察庁刑事局長就任以前の1988年には、警視庁公安部長を務めている。その他、一橋は本書の文庫版の104ページにおいて、「発生当初、犯行に使われた銃は、線条痕から38口径のアメリカ・コルト社リボルバー（回転式拳銃）のパイソンで、弾丸は先にギザギザが入った殺傷力の高いホロー・ポイント弾、通称357マグナム弾と推定された」という、意味不明な記述をしている。
結局一橋は『噂の真相』1996年7月号に掲載された「『新潮45』のオウム・ウォッチャー　一橋文哉の盗用常習で発覚した“正体”」において、「ようするに一橋文哉は取材なんてしていなくて、資料や他紙誌の記事をつぎはぎして、あたかも独自取材のように作っているレポートなんじゃないか」として、盗作・捏造疑惑を指摘されることとなった。これに対して一橋は一切抗議していない。また城内康光の長男・城内実衆議院議員は「私の後援会副会長は國松元長官」とし、城内康光犯行関与説を一笑に付している。

### その他の犯行説
これら以外に、犯行状況や遺留品から
- 北朝鮮の工作員説
- 暴力団（またはその関係者）説
- 過激派説

も噂されたが、オウム犯行説と中村泰犯行説ほどの証拠や証言が得られなかったことや、警視庁刑事部と公安部が自らの説を確信して譲らず、第三局の可能性を全く考えなかったことから、捜査が行われることがほとんど無かった。右翼がオウム真理教を潰すために警察を動かそうとしてやった、という説もあるが信憑性は不明である。上記の中村泰の狙撃敢行目的こそ警察をオウム制圧に向けさせる挑発であり、そのことは当人の供述調書にも明記されている。

## その他
狙撃事件当時、地元では「犯人は荒川の部落に逃げ込んだ」という噂で持ちきりだったという。
警察庁長官狙撃事件によって警察機構は以下の影響を受けた。
- 1995年3月29日、オウム真理教事件について全国の地方警察に「警察の総合力の発揮」「捜査追及体制の強化」「捜査及び実態解明の徹底」「サリン使用犯罪の絶対防圧」「国民の理解と協力の確保」を指示した警察庁長官通達が警察庁で作成されていた。オウム真理教がサリンを生成していたことが確認されれば國松の決裁を経て直ちに発信される予定であったが、3月30日に國松が狙撃されたため発信されることはなかった。
- 本事件の発生以前、警察キャリアが最も古いのは1961年入庁の國松で、2番目は1962年入庁の井上幸彦警視総監だった。しかし、國松が狙撃による入院で職務を取れない間、井上の次に警察キャリアが古いのは1963年入庁の関口祐弘警察庁次長となり、微妙な人間関係から警察庁と警視庁の暗闘をもたらしたとされる。